# Oceanides picturatus
Oceanides picturatus är en insektsart som beskrevs av Robert L. Usinger 1942. Oceanides picturatus ingår i släktet Oceanides och familjen fröskinnbaggar. Inga underarter finns listade i Catalogue of Life.